# Chōfu
Chōfu (調布市, Chōfu-shi) est une ville de la métropole de Tokyo, au Japon.

## Géographie

### Situation
La ville de Chōfu est située dans le centre de la préfecture métropolitaine de Tokyo, sur l'île de Honshū, au Japon. Elle s'étend sur 7 km, du nord au sud, et 5,7 km, d'est en ouest.

### Municipalités limitrophes
| Koganei | Mitaka   | Mitaka   |
| Fuchū   | Chōfu    | Setagaya |
| Inagi   | Kawasaki | Komae    |

### Démographie
Lors du recensement national de 2015, la population de la ville de Chōfu était estimée à 229 061 habitants répartis sur une surface de 21,58 km2 (densité de population de 10 614 hab./km2). En décembre 2019, elle était de 237 049 habitants, dont 4 836 étrangers (2 % de la population).

### Topographie
Le territoire de Chōfu s'étend dans le sud du plateau de Musashino. L'altitude y varie entre 24 et 56 m.

## Histoire
La ville de Chōfu a été officiellement fondée le 1er avril 1955.

## Transports

### Voies aériennes
L'aéroport de Chōfu offre des vols vers les îles de l'archipel d'Izu, telles qu'Izu Oshima, Niijima et Kozushima.

### Voies ferroviaires
La ville de Chōfu est desservie par le réseau Keiō : les lignes Keiō et Keiō Sagamihara, qui passent notamment dans la gare de Chōfu.

## Sport
Chōfu abrite le stade Ajinomoto (49 970 places) où jouent les équipes de football Football Club Tokyo et Tokyo Verdy.

## Jumelage
- Kijimadaira (Japon)

## Symboles municipaux
L'arbre symbole de la municipalité de Chōfu est le camphrier, sélectionné en 1974, comme sa fleur symbole le lilas d'été. Choisi en 1987, son oiseau symbole est le zostérops du Japon.